# Inge Clement
Inge Clement (Ostende, 26 de junio de 1977) es una deportista belga que compitió en judo. Ganó dos medallas de oro en el Campeonato Europeo de Judo, en los años 1997 y 2001.

## Palmarés internacional
| Campeonato Europeo | Campeonato Europeo | Campeonato Europeo | Campeonato Europeo |
| Año                | Lugar              | Medalla            | Categoría          |
| ------------------ | ------------------ | ------------------ | ------------------ |
| 1997               | Ostende (Bélgica)  | Medalla de oro     | –52 kg             |
| 2001               | París (Francia)    | Medalla de oro     | –52 kg             |